# Prosopocera thomsoni
Prosopocera thomsoni är en skalbaggsart som beskrevs av Stefan von Breuning 1936. Prosopocera thomsoni ingår i släktet Prosopocera och familjen långhorningar.
Artens utbredningsområde är:
- Gabon.
- Togo.

Inga underarter finns listade i Catalogue of Life.